# La Sportiva Legends only
La Sportiva Legends only är en internationell klättertävling med inbjudna deltagare, som anordnas av Klättercentret i Stockholm. Tävlingen anordnades årligen åren 2011–2018, till att börja med som en herrtävling men från 2015 alternerande som dam- och herrtävling. Efter en paus, anordnades tävlingen åter 2023, denna gång som herrtävling.
La Sportiva Legends only, som består av fem till sex boulderproblem, är en redpoint-tävling, vilket innebär att deltagarna får möjlighet att se och provklättra problemen under några timmar innan tävlingen. Upplägget gör att problemen kan sättas betydligt svårare än vid världscupen.

## Tävlingar

### 2011 Herrtävling
Tävlingen bestod av fem boulderproblem, konstruerade av ledbyggarna Chris Ellis, Robert Rundin och Joakim Berglund, med svårighetsgrad omkring 7C+ till 8B/+. Tävlingen sändes på SVT Play. 
| Placering | Deltagare            | Land     | Antal Topp/Bonus | Försök topp/Bonus |
| --------- | -------------------- | -------- | ---------------- | ----------------- |
| 1         | Adam Ondra           | Tjeckien | 5/5              | 6/6               |
| 2         | Dmitry Sharafutdinov | Ryssland | 4/5              | 4/5               |
| 3         | Daniel Woods         | USA      | 4/5              | 9/10              |
| 4         | Paul Robinson        | USA      | 3/5              | 4/5               |
| 5         | Anthony Gullsten     | Finland  | 2/4              | 4/4               |

### 2012 Herrtävling
Tävlingen bestod av fem boulderproblem, konstruerade av ett ledbyggarteam lett av Robert Rundin och med Shauna Coxsey som gästledbyggare. Svårighetsgraden låg omkring 8A till 8B. Tävlingen sändes på SVT Play.
| Placering | Deltagare                | Land      | Antal Topp/Bonus | Försök topp/Bonus |
| --------- | ------------------------ | --------- | ---------------- | ----------------- |
| 1         | Sean McColl              | Kanada    | 4/4              | 6/6               |
| 2         | Dmitry Sharafutdinov     | Ryssland  | 4/5              | 7/8               |
| 3         | Guillaume Glairon-Mondet | Frankrike | 3/4              | 10/7              |
| 4         | Jakob Schubert           | Österrike | 3/4              | 8/7               |
| 5         | Adam Ondra               | Tjeckien  | 2/3              | 5/3               |

### 2013 Herrtävling
Tävlingen bestod av fyra boulderproblem, konstruerade av ett lag med ledbyggare under ledning av Melissa Le Neve, med svårighetsgrad omkring 8A+ till 8C.
| Placering | Deltagare            | Land     | Antal Topp/Bonus | Försök topp/Bonus |
| --------- | -------------------- | -------- | ---------------- | ----------------- |
| 1         | James Webb           | USA      |                  |                   |
| 2         | Dmitry Sharafutdinov | Ryssland |                  |                   |
| 3         | Jan Hojer            | Tyskland |                  |                   |
| 4         | Alexander Megos      | Tyskland |                  |                   |
| 5         | Nalle Haukkataival   | Finland  |                  |                   |
| 6         | Sean McColl          | Kanada   |                  |                   |

### 2014 Herrtävling
| Placering | Deltagare       | Land      | Antal Topp/Bonus | Försök topp/Bonus |
| --------- | --------------- | --------- | ---------------- | ----------------- |
| 1         | Adam Ondra      | Tjeckien  | 5/5              | 6/5               |
| 2         | Alexander Megos | Tyskland  | 2/5              | 2/6               |
| 3         | Jan Hojer       | Tyskland  | 2/4              | 2/6               |
| 4         | Jimmy Webb      | USA       | 2/2              | 2/2               |
| 5         | Daniel Woods    | USA       | 2/2              | 3/3               |
| 6         | Jernej Kruder   | Slovenien | 1/2              | 2/3               |

### 2015 Damtävling
| Placering | Deltagare       | Land           | Antal Topp/Bonus | Försök topp/Bonus |
| --------- | --------------- | -------------- | ---------------- | ----------------- |
| 1         | Janja Garnbret  | Slovenien      | 5/5              | 7/6               |
| 2         | Shauna Coxsey   | Storbritannien | 2/4              | 3/6               |
| 3         | Melissa Le Nevé | Frankrike      | 1/3              | 2/5               |
| 4         | Juliane Wurm    | Tyskland       | 0/3              | 0/3               |
| 5         | Anna Stöhr      | Österrike      | 0/3              | 0/5               |

### 2016 Herrtävling
| Placering | Deltagare       | Land     | Antal Topp/Bonus | Försök topp/Bonus |
| --------- | --------------- | -------- | ---------------- | ----------------- |
| 1         | Jongwon Chon    | Sydkorea | 5/5              | 5/5               |
| 2         | Kokoro Fuji     | Japan    | 5/5              | 7/6               |
| 3         | Alexander Megos | Tyskland | 4/4              | 4/4               |
| 4         | Rustam Gelmanov | Ryssland | 2/4              | 3/7               |
| 5         | Jimmy Webb      | USA      | 2/2              | 2/2               |

### 2017 Damtävling
Tävlingen bestod av fem boulderproblem (varav ett onsight-problem). Onsight-problemet var värt mer än de kända problemen vilket är anledningen till att Petra Klingler placerades sig före Fanny Gibert trots fler försök. Boulderproblemen var konstruerade av bland andra Stefan Eklund.
| Placering | Deltagare       | Land           | Antal Topp/Bonus | Försök topp/Bonus |
| --------- | --------------- | -------------- | ---------------- | ----------------- |
| 1         | Shauna Coxsey   | Storbritannien | 3/5              | 3/6               |
| 2         | Stasa Gejo      | Serbien        | 3/5              | 5/6               |
| 3         | Petra Klingler  | Schweiz        | 2/5              | 5/8               |
| 4         | Fanny Gibert    | Frankrike      | 2/4              | 5/5               |
| 5         | Mélissa Le Nevé | Frankrike      | 1/4              | 1/5               |
| 6         | KatjaKadic      | Slovenien      | 1/4              | 2/8               |

### 2018 Herrtävling
Tävlingen bestod av fem boulderproblem (varav ett onsight-problem), konstruerade av ledbyggarna Minna Almqvist, Robert Rundin, Daniel Olausson och Stefan Eklund.
| Placering | Deltagare       | Land      | Antal Topp/Zon | Försök topp/Zon |
| --------- | --------------- | --------- | -------------- | --------------- |
| 1         | Alexander Megos | Tyskland  | 5/5            | 7/6             |
| 2         | Jongwon Chon    | Sydkorea  | 4/4            | 5/4             |
| 3         | Jernej Kruder   | Slovenien | 3/5            | 6/9             |
| 4         | Ray Sugimoto    | Japan     | 3/4            | 5/5             |
| 5         | Alexey Rubtsov  | Ryssland  | 3/4            | 5/5             |
| 6         | Chris Sharma    | USA       | 0/2            | 0/2             |

### 2023 Herrtävling
| Placering | Deltagare         | Land           | Antal Topp/Zon | Försök topp/Zon |
| --------- | ----------------- | -------------- | -------------- | --------------- |
| 1         | Hannes van Duysen | Belgien        | 5/6            |                 |
| 2         | Jongwon Chon      | Sydkorea       | 3/6            |                 |
| 3         | Nicolai Uznik     | Österrike      | 2/5            |                 |
| 4         | Will Bosi         | Storbritannien | 2/4            |                 |
| 5         | Stefano Ghisolfi  | Italien        | 1/4            |                 |